# Karná
Karná (in ungherese Kiskárna, in tedesco Karndorf) è un comune della Slovacchia facente parte del distretto di Humenné, nella regione di Prešov.
Il villaggio venne menzionato per la prima nel 1543 quale località facente parte dei domini della Signoria di Humenné. Nel XVIII secolo passò ai conti Barkoczi e Csáky che la cedettero nel XX secolo ai conti Zámbory.